# Nauru Airlines
Airline of the Central Pacific
Nauru Airlines, anciennement Air Nauru jusqu'à fin 2005 et Our Airline jusqu'en juillet 2014, est la compagnie aérienne nationale de Nauru basée à l'aéroport international de Nauru. Elle possède un total de 7 avions, tous des Boeing 737 et desservait sept aéroports en octobre 2023 : Nauru, Brisbane, Koror, Nadi, Tarawa, Majuro et Pohnpei.

## Histoire

### Âge d'or

Logo d'Air Nauru.

La compagnie nait de la volonté du gouvernement du pays venant juste de gagner son indépendance et bénéficiant des dividendes du phosphate extrait de son sous-sol d'assurer sa desserte aérienne. Très isolé géographiquement, il ne peut compter sur la desserte de Nauru par des compagnies étrangères et a pour ambition, grâce à Air Nauru, de faire de son aéroport une plate-forme de correspondance rayonnant sur tout le Pacifique central.
Le 14 février 1970 a lieu le vol inaugural du Nauru's Chief, nom donné au Mystère-Falcon qui constitue la première pièce de la flotte de la compagnie. La compagnie acquiert par la suite des Fokker F28 et des Boeing 737 et devient dans les années 1980 la première compagnie du Pacifique central. Elle dessert alors Wallis-et-Futuna, Hong Kong, les Îles Mariannes, les Samoa, Niue, les Palaos, les Tonga, le Vanuatu, les Îles Salomon, la Micronésie, la Papouasie-Nouvelle-Guinée, Hawaï, les Îles Carolines, les Îles Marshall, Singapour, la Nouvelle-Calédonie, la Nouvelle-Zélande, les Fidji, Taïwan, les Kiribati, Guam, le Japon et trois villes australiennes (Melbourne, Sydney, Brisbane).

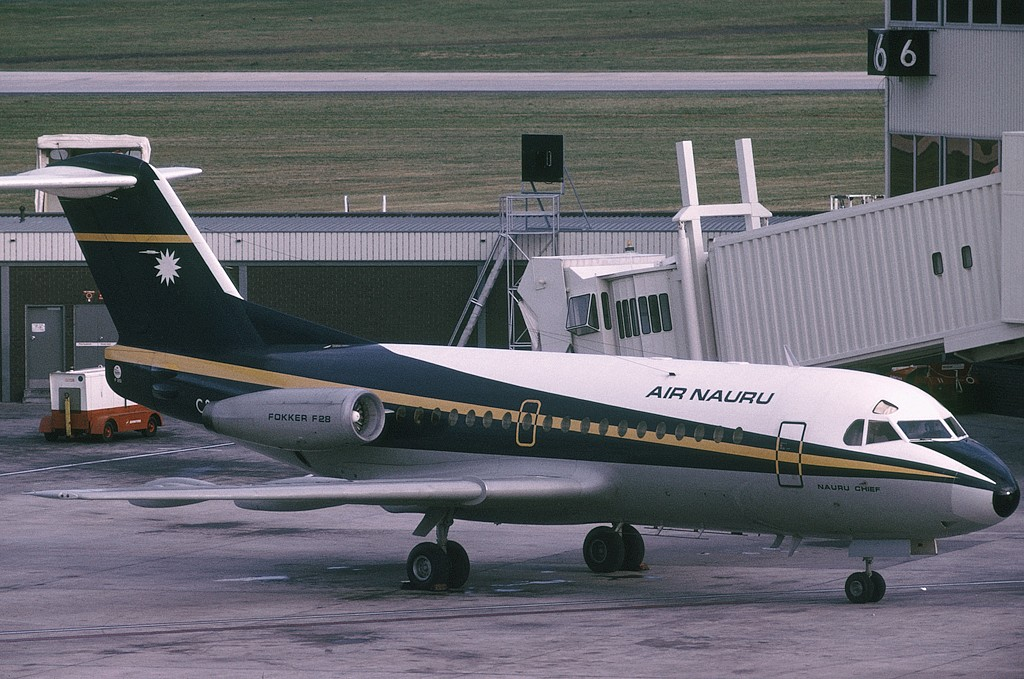
Fokker 28 d'Air Nauru.

Le pays engage des pilotes étrangers: Australiens, Britanniques et Italiens. L'aéroport de Nauru est doté des meilleurs services d'entretien et de maintenance de la région. Les hommes d'affaires australiens, fidjiens et japonais souhaitant se rendre dans les îles de la région se pressent dans le petit aéroport doté de salles climatisées et de magasins de souvenirs et la compagnie participe du prestige croissant qu'acquiert ce petit pays sur la scène internationale.
Cependant Air Nauru est loin d'être rentable et sa gestion va s'avérer être un gouffre financier pour l'économie du pays. Non seulement le taux de remplissage est très faible, moins de 20% en moyenne, lors des liaisons avec le Japon, les avions partent le plus souvent à vide. Mais aussi, la flotte est utilisée en dépit du bon sens par les dirigeants du pays. Ainsi, il arrive parfois que le président décide d'utiliser un Boeing pour se rendre à l'étranger, laissant tous les passagers réguliers sur le tarmac. D'autre part, le gouvernement ne juge pas utile d'assurer la promotion de la compagnie à l'étranger.

### Déclin
Portée à bout de bras par l'État, la compagnie connaît des pertes énormes. On estime qu'un total de 500 à 600 millions de dollars australiens y sont injectés, la moitié des revenus annuels de Nauru y passent, soit 40 millions de dollars par an.
La compagnie se voit alors forcée de réduire ses dessertes et de vendre ses appareils. En février 2001, elle ne dessert plus l'île Pohnpei en Micronésie, Guam et Manille aux Philippines puis c'est au tour de Nadi aux Fidji, la compagnie concentrant alors ses vols entre Brisbane (Australie) et Majuro (Îles Marshall) via Honiara (Îles Salomon), Nauru et Tarawa-Sud (Kiribati).

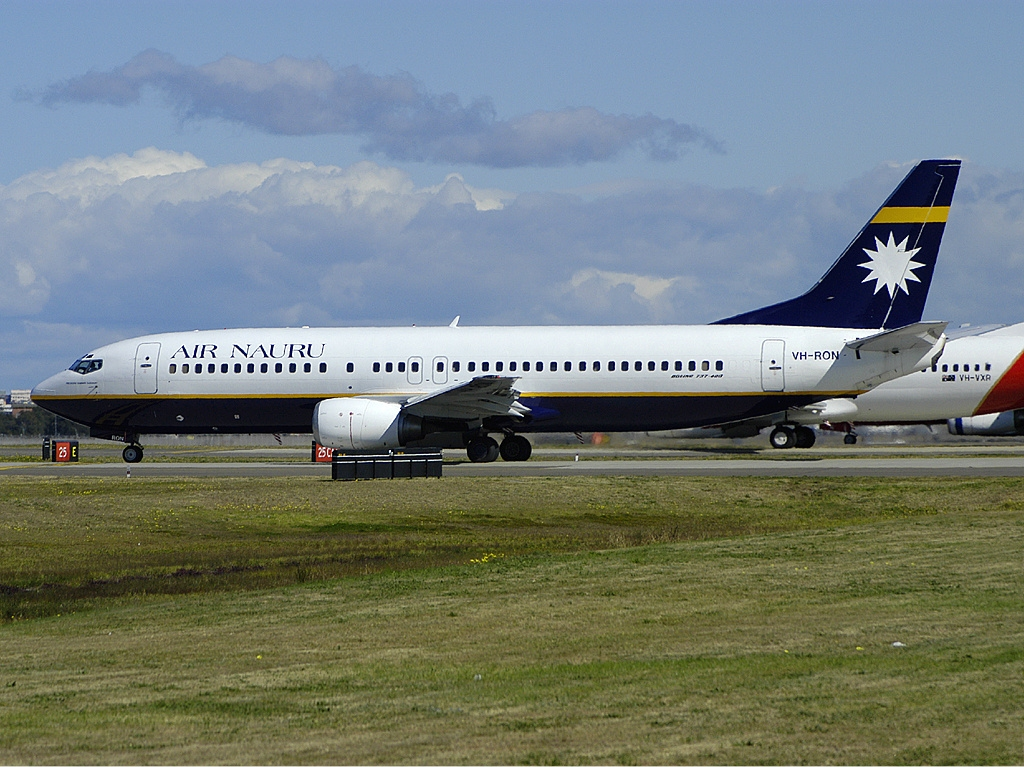
Boeing 737-400 d'Air Nauru en 2003.

La compagnie finit par ne plus posséder qu'un avion à réaction en crédit-bail, un Boeing 737-400. Alors que l'État nauruan connaît de graves difficultés financières depuis le milieu des années 1990, la compagnie est en cessation de paiements pendant plus de deux ans et accumule une dette d'une dizaine de millions d'euros. Le gouvernement nauruan licencie alors le président de la compagnie Kinza Clodumar, accusé d'avoir appuyé une société qui réclame 23 millions de dollars australiens. Cette société, Business Australia Corporate Finance, avait été choisie l'année précédente par l'ancien gouvernement de Nauru pour combler la dette de Nauru auprès d'une société américaine, General Electric Capital Corporation. Mais cet accord n'aboutit pas et General Electric Capital Corporation se retourne contre Nauru en saisissant l'ensemble des propriétés immobilières de Nauru en Australie et notamment le gratte-ciel Nauru House. En fin de compte, les créanciers bloquent l'unique avion de la compagnie qui est finalement saisi par la société bancaire américaine Exim (Export-Import) en décembre 2005.
À la suite d'une aide financière taïwanaise contre la promesse par Nauru de rétablir ses relations diplomatiques avec ce pays au détriment de celles avec la Chine continentale, un Boeing 737-300 est racheté en juin 2006, puis la compagnie est renommée Our Airline le 4 septembre 2006 tout en gardant les mêmes codes. Les vols reprennent le 17 entre Brisbane et Majuro mais cette dernière destination n'est plus desservie à partir du 4 juillet 2007, l'avion s'arrêtant à Tarawa-Sud pour des raisons financières puis cesse totalement ses liaisons vers les îles Marshall.

### Nauru Airlines (2014-présent)
En août 2014, la compagnie introduit le nom sous lequel elle opère actuellement – Nauru Airlines.
Nauru Airlines acquiert en même temps un Boeing 737-300 cargo et débute des vols réguliers de fret.
La compagnie acquiert un Boeing 737-700 en 2022, où elle introduit une nouvelle image graphique (un nouveau logo et une nouvelle livrée, rappelant plus celle d'Air Nauru). En 2023, elle acquiert un Boeing 737-800 Cargo. L'année suivante, elle acquiert un Boeing 737-800, d'une capacité de 186 passagers.

## Destinations
La compagnie possède trois avions de passagers, deux Boeing 737-300 et un Boeing 737-700 qui assurent actuellement un aller-retour effectué tous les lundis, jeudis et vendredis entre les aéroports de Brisbane (Australie) et Nauru. Depuis 2014, la compagnie dessert également l'aéroport international de Bonriki à partir de celui de Nauru. L'entreprise propose également des vols vers Pohnpei, Majuro, Koror et Nadi aux Fidji. En mai 2023, Nauru Airlines a demandé au département américain des Transports l'autorisation d'effectuer des vols réguliers de fret et de passagers vers Guam. Elle a également annoncé souhaiter opérer dans un futur plus lointain des vols vers Honolulu.

## Flotte
La flotte de la compagnie est organisée de la manière suivante au 15 octobre 2023 :
| Appareils        | En service | Commandes | Passagers | Passagers | Passagers | Immatriculation | Notes |
| Appareils        | En service | Commandes | J         | Y         | Total     | Immatriculation | Notes |
| ---------------- | ---------- | --------- | --------- | --------- | --------- | --------------- | ----- |
| Boeing 737-300   | 2          | -         | 18        | 102/96    | 120/114   | VH-XNU, VH-PNI  |       |
| Boeing 737-700   | 1          | -         | 8         | 108       | 116       | VH-INU          | [ 8 ] |
| Boeing 737-800   | 1          | -         | 0         | 186       | 186       | VH-AN2          |       |
| Flotte Cargo     |            |           |           |           |           |                 |       |
| Boeing 737-300   | 2          | -         |           |           |           |                 |       |
| Boeing 737-800SF | 1          | -         |           |           |           |                 |       |
| Total            | 7          | 0         |           |           |           |                 |       |